# Lestes jurzitzai
Lestes jurzitzai là loài chuồn chuồn trong họ Lestidae. Loài này được Muzón miêu tả khoa học đầu tiên năm 1994.